# Hassani Gravett
Hassani Gravett (Douglasville, Georgia, 16 de julio de 1996) es un baloncestista estadounidense que pertenece a la plantilla de los Lakeland Magic de la G League. Con 1,88 metros de estatura, juega en la posición de base.

## Trayectoria deportiva

### Universidad
Tras pasar un año en el community college de Pensacola State, donde en su promedió 16,1 puntos, 7,1 rebotes y 3,8 asistencias por partido,  jugó tres temporadas más ya en la División I de la NCAA con los Gamecocks de la Universidad de Carolina del Sur, en las que promedió 7,2 puntos, 3,0 rebotes y 2,4 asistencias por partido. En su última temporada fue elegido mejor sexto hombre de la Southeastern Conference.

### Profesional
Tras no ser elegido en el Draft de la NBA de 2019, firmó con los Orlando Magic en el mes de agosto, siendo asignado inmediatamente a su filial en la G League, los Lakeland Magic. En su primera temporada promedió 11,6 puntos y 4,2 rebotes por partido.
El 31 de julio de 2020, el base firma por el KK MZT Skopje de la Makedonska Prva Liga (baloncesto).
En septiembre de 2021 firmó con Orlando Magic, pero fue despedido en octubre durante la pretemporada. Regresó entonces al su filial, los Lakeland Magic, hasta que el 17 de diciembre firmó un contrato por diez días con Orlando. Al término del mismo regresó al filial.